# Ghiacciaio Earnshaw
Il ghiacciaio Earnshaw (in inglese Earnshaw Glacier) è un ghiacciaio lungo circa 17 km situato sulla costa di Bowman, nella parte sud-orientale della Terra di Graham, in Antartide. Il ghiacciaio, il cui punto più alto si trova a circa 964 m s.l.m., fluisce in direzione nord sul versante orientale della scarpata Norwood fino ad unire il proprio flusso a quello del ghiacciaio Maitland, poco a sud del picco Werner.

## Storia
Dopo essere stato fotografato il 28 settembre 1940 da parte del Programma Antartico degli Stati Uniti d'America, il ghiacciaio Earnshaw fu poi oggetto di un'altra ricognizione, questa volta da parte del British Antarctic Survey, che all'epoca si chiamava ancora Falkland Islands and Dependencies Survey, che nel gennaio 1961 lo esplorò via terra e lo mappò. Il ghiacciaio fu quindi battezzato dal Comitato britannico per i toponimi antartici in onore dell'orologiaio britannico Thomas Earnshaw, le cui numerose innovazioni nel capo dell'orologeria portarono ai moderni cronometri marini.